# Conospermum eatoniae
Conospermum eatoniae är en tvåhjärtbladig växtart som beskrevs av George August Pritzel och Diels & Pritz.. Conospermum eatoniae ingår i släktet Conospermum och familjen Proteaceae. Inga underarter finns listade i Catalogue of Life.